# Adolfo Villagarcía
Adolfo Villagarcía Orellana (Ica, 24 de julio de 1850-Lima, 1920) fue un magistrado y docente universitario peruano. Fue diputado, senador, ministro de Justicia e Instrucción (1888-1889), vocal supremo y presidente de la Corte Suprema del Perú (1916-1918).

## Biografía
Hijo de Francisco Villagarcía e Isabel Orellana. Cursó sus estudios escolares en el Colegio Nacional San Luis Gonzaga de su ciudad natal. En 1867 ingresó a la Universidad Mayor de San Marcos, donde se graduó de bachiller (1869), licenciado y doctor en Letras (1872). También se graduó de bachiller en Jurisprudencia (1872) y se recibió como abogado (1874).
Empezó a laborar en la sección de Estadística del Ministerio de Gobierno. Nombrado catedrático adjunto de la Facultad de Letras, atendió sucesivamente las cátedras de Religión (1872), Historia General (1874), Historia de la Filosofía (1876), Psicología y Lógica (1879) e Historia de la Filosofía Antigua (1887), de la que pasó a ser titular tras el fallecimiento de su titular Carlos Lissón (1891).
En la directiva de la universidad fue secretario, siendo reelegido sucesivamente (1876-1907). Fue luego elegido subdecano (1907-1919), tocándole ejercer el decanato cuando su titular, Javier Prado y Ugarteche, pasó a presidir el Consejo de Ministros durante el primer gobierno de Augusto B. Leguía (1910). Además, fue adjunto en la Facultad de Ciencias Políticas y Administrativas (1876); donde atendió las cátedras de Derecho Diplomático (1882), y por ser profesor fundador de dicha Facultad, se le otorgó por ley el grado de doctor (1889).
Al mismo tiempo siguió carrera en la magistratura y la política:
- Juez del crimen en Lima (1883).
- Diputado suplente por la provincia de Chincha (1886-1890).[2][3]
- Ministro de Justicia e Instrucción[4]  en el primer gobierno de Andrés A. Cáceres (de 11 de julio de 1888[5] a 8 de marzo de 1889[6]).
- Senador por Ica (1890-1893).[7][8][9][10]
- Vocal de la Corte Superior de Lima[11] (1900).
- Vocal de la Corte Suprema de Justicia del Perú (1909).
- Presidente de la Corte Suprema[12] (1916-1918).